# LAMP
LAMP е съвкупност от софтуерни продукти, предназначена да предостави всичко необходимо за функциониране на web приложение.
Думата е образувана като акроним на:
- L – Linux – Операционна система
- A – Apache – Уеб сървър
- MySQL / MariaDB – Релационна база данни
- P – PHP, Python или Perl – Скриптов език за програмиране